# Tillie's Punctured Romance (1928)
Tillie's Punctured Romance é um filme de comédia produzido nos Estados Unidos e lançado em 1928.